# Vasai-Virar
Vasai-Virar (anomenat Baçaim pels portuguesos o Bassein per altres europeus) va ser un antic territori de Portugal entre els anys 1535 i 1739. Està ubicat al Subcontinent indi, més concretament a l'Estat de Maharashtra, a l'oest de l'Índia. Es troba a 50 km al nord de Bombai i a 15 km al sur d'Agashi.
Després d'un període de lluites locals va pertànyer a Gujarat des de 1517. El 1526 hi van establir factoria els portuguesos. El 1674 el fort portuguès fou atacat pels àrabs de Mascat; en els següents anys els marathes vam obligar els portuguesos a pagar un tribut del quart de les rendes.
Una epidèmia el 1690 va matar dos terços de la població. Atacada pels marathes el 1739 van acabar la conquesta el 1739 i fou rebatejada Bajipur pel peshwa Baji Rao. El 1767 els holandesos van intentar establir una factoria.
El 1774 fou ocupada pels britànics però restaurada als marathes al cap de poc. El 1780 el general Goddard va atacar i ocupar Vasai però fou restaurada al peshwa pel tractat de Salbai. Fou ocupada el 1817 pels britànics i agregada al Konkan (1818).
Vasei fou el lloc on es van signar dos importants tractats, el Tractat de Bassein de 1534 i el Tractat de Bassein de 1802.